# 55477 Соробан
55477 Соробан (55477 Soroban) — астероїд головного поясу, відкритий 18 жовтня 2001 року.
Тіссеранів параметр щодо Юпітера — 3,174.
Названо на честь Соробану (яп. そろばん соробан) — японської рахівниці.